# Ateneria
Ateneria là một chi bướm đêm thuộc họ Noctuidae.